# 30 januari
30 januari is de 30ste dag van het jaar in de gregoriaanse kalender. Hierna volgen nog 335 dagen (336 dagen in een schrikkeljaar) tot het einde van het jaar.

## Gebeurtenissen
- Algemeen
  - 1847 - Het Californische dorpje Yerba Buena krijgt de naam San Francisco toebedeeld.[1]
  - 1945 - In de Oostzee wordt het schip de Wilhelm Gustloff getorpedeerd. Van de naar schatting tienduizend opvarenden aan boord overleven slechts 1239 personen de ramp. De ondergang van de Wilhelm Gustloff is de grootste scheepsramp uit de geschiedenis.
  - 2000 - Dambreuk bij Baia Mare (Roemenië): door een dijkbreuk van een bezinkingsbekken komt ongeveer 100000 m³ water met hoge cyanideconcentraties in een rivier terecht en vloeit via de rivier de Tisza naar de Donau. Ook Hongarije en Servië worden hierdoor getroffen.
  - 2013 - Een van de rijkste mensen van Zuid-Afrika, Patrice Motsepe, kondigt aan dat hij de helft van zijn rijkdom weg gaat geven om het leven van de armen te verbeteren.
  - 2023 - Als gevolg van een zelfmoordaanslag op een moskee in de Pakistaanse stad Peshawar vallen honderden doden en gewonden. De slachtoffers zijn overwegend politieagenten.[2]
- Infrastructuur
  - 2007 - De Nederlandse minister Peijs geeft het startsein tot de bouw van de Hanzelijn tussen Lelystad en Zwolle.
- Media
  - 2018 - Weerman Reinier van den Berg presenteert na 32 jaar zijn laatste weerbericht.
  - 2024 - AVROTROS zendt op NPO 1 de eerste aflevering van het nieuwe seizoen van het televisieprogramma Ik vertrek uit.[3]
- Muziek
  - 1969 - Het laatste publieke concert van The Beatles op het dak van het gebouw van Apple Records.[4] Het concert wordt door de politie afgebroken.[5]
  - 2013 - In de Stadsschouwburg in Tilburg geeft de Nederlandse chansonnière Liesbeth List haar laatste voorstelling.[6]
- Oorlog
  - 330 v.Chr. - De Perzische hoofdstad Persepolis wordt door Alexander de Grote geplunderd en door brand verwoest.[4]
  - 1648 - De tekst van het verdrag van de Vrede van Münster wordt vastgesteld, en ter ondertekening naar Den Haag en Madrid gestuurd.[4][7]
  - 1968 - Noord-Vietnamese troepen en het bevrijdingsfront beginnen het Tet-offensief op steden in Zuid-Vietnam.
- Politiek
  - 1649 - Koning Charles I van Engeland wordt op last van Oliver Cromwell onthoofd.[4]
  - 1661 - Het lijk van Oliver Cromwell wordt opgegraven en postuum geëxecuteerd.[4]
  - 1835 - Poging tot moord op President van de Verenigde Staten Andrew Jackson. Dit is de eerste moordaanslag op een president van de VS.
  - 1933 - Adolf Hitler wordt ingezworen als Kanselier van Duitsland.[4]
  - 1948 - De Indiase pacifist en leider Mahatma Gandhi wordt vermoord door Nathuram Godse, een hindoe-extremist.[8]
  - 1972 - Bloody Sunday: tijdens een demonstratie in het Noord-Ierse Derry/Londonderry schiet het Britse leger dertien burgers dood.[4]
  - 1996 - De waarschijnlijke aanvoerder van de INLA, Gino Gallagher, wordt vermoord.
  - 2003 - In België keurt de Kamer de wet op het homohuwelijk goed.[4]
  - 2013 - De Europese Commissie maant Roemenië om meer vaart te maken bij de hervormingen van het juridisch systeem en de rechtsstaat.
  - 2015 - Eugene De Kock, de beruchte leider van een doodseskader tijdens het apartheidsregime in Zuid-Afrika, komt na 20 jaar cel voorwaardelijk en vervroegd vrij.
- Religie
  - 1592 - Kardinaal Ippolito Aldobrandini wordt gekozen tot Paus Clemens VIII.
- Sport
  - 1940 - De zesde Elfstedentocht wordt verreden. Piet Keijzer wint, maar moet de eer delen met vier anderen.[4]
  - 1959 - De 3133 meter hoge Cerro Torre in Argentinië wordt door Cesare Maestri en Toni Egger voor de eerste maal beklommen.
  - 1993 - Voetballer Erik Tammer maakt namens sc Heerenveen drie doelpunten in negen minuten in het duel tegen Helmond Sport.
  - 1994 - Péter Lékó wordt de jongste schaakgrootmeester.
  - 2000 - Lindsay Davenport wint de Australian Open. In de finale verslaat de Amerikaanse tennisster in Melbourne de Zwitserse titelverdedigster Martina Hingis: 6-1 en 7-5.
  - 2005 - Sven Nys wordt wereldkampioen veldrijden in het Duitse St. Wendel.
  - 2016 - Angelique Kerber wint de Australian Open. De 28-jarige tennisster verraste in de finale Serena Williams, de nummer een van de wereld. Kerber speelde haar eerste Grand Slam finale ooit.
  - 2022 - Snookerspeler Zhao Xintong zegeviert op de German Masters door Yan Bingtao te verslaan met 9-0.[9]
  - 2022 - Darter Joe Cullen weet zijn eerste majortitel te bemachtigen door Dave Chisnall met 11-9 in legs te verslaan in de finale van The Masters.[10]
  - 2022 - Rafal Nadal schrijft geschiedenis door in Melbourne zijn 21ste grandslamtitel in het mannentennis te veroveren. Hij wint de finale van de Australian Open in vijf sets van Daniil Medvedev.
- Wetenschap en technologie
  - 1820 - Edward Bransfield ontdekt Antarctica.
  - 1868 - Charles Darwin publiceert Variations of Plants and Animals under Domestication.
  - 1928 - Tussen Nederland en de Verenigde Staten komt een draadloze telefoonverbinding tot stand.
  - 1964 - NASA lanceert Ranger 6 naar de Maan om beelden te maken van het oppervlak van de Maan.[11]
  - 2007 - Microsoft brengt Windows Vista uit.
  - 2023 - De periodieke komeet 263P/Gibbs bereikt het perihelium van zijn baan rond de zon tijdens deze verschijning.[12]
  - 2024 - Lancering van een Falcon 9 raket van SpaceX vanaf Cape Canaveral Space Force Station Lanceercomplex 40 (SLC-40) voor de CRS NG-20 missie met het Cygnus ruimtevrachtschip dat het ISS gaat bevoorraden. Dit is de eerste van drie missies waarbij het Cygnus ruimtevrachtschip van Northrop Grumman met een Falcon 9 raket wordt gelanceerd totdat de Antares 330 draagraket als opvolger van de Antares 230+ draagraket in gebruik kan worden genomen.[13]

## Geboren

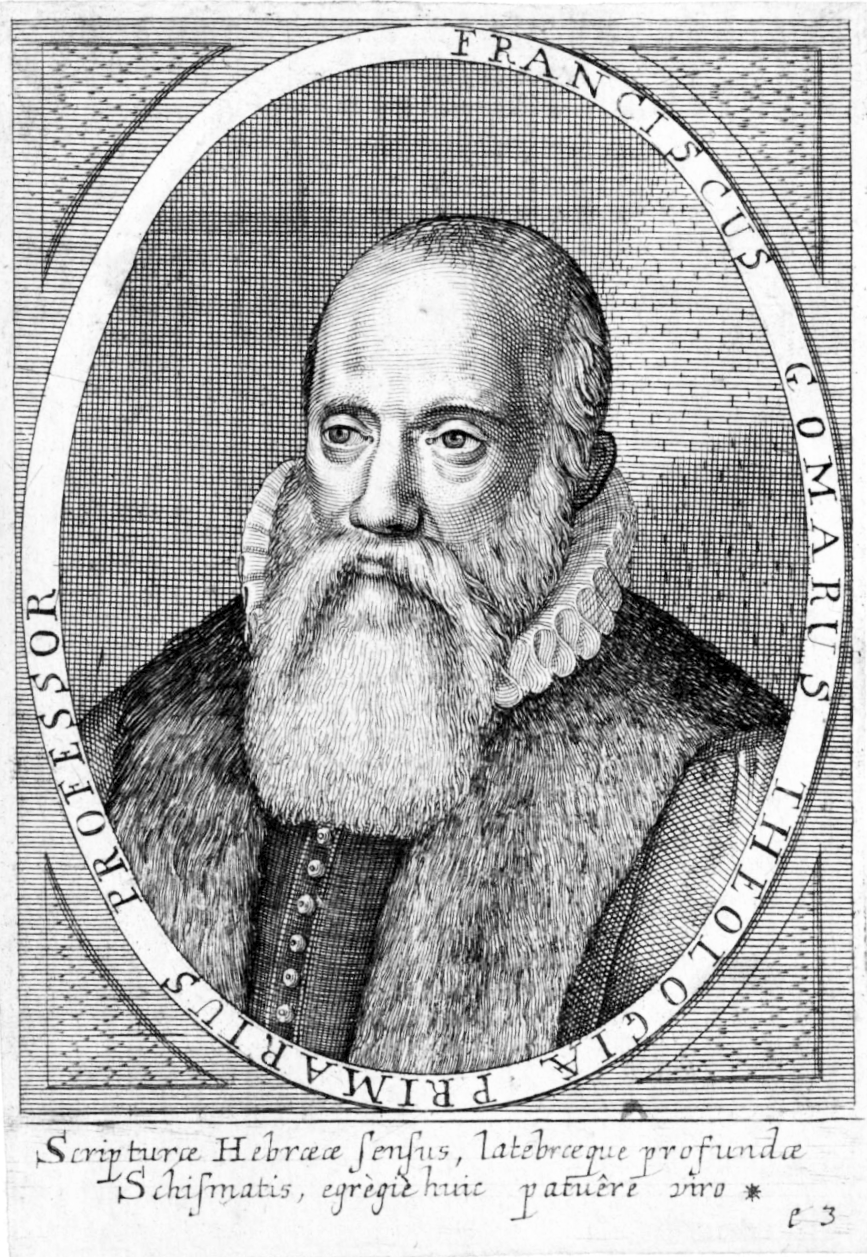
Franciscus Gomarus
geboren in 1563

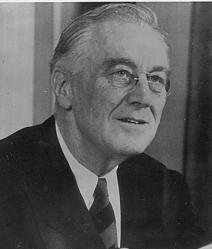
Franklin Delano Roosevelt
geboren in 1882

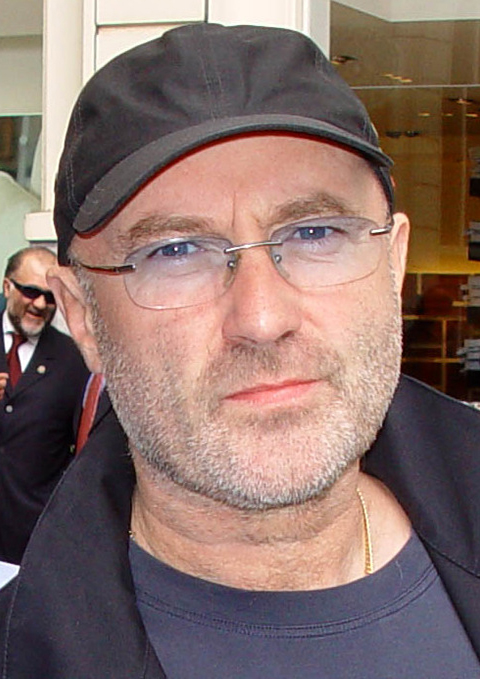
Phil Collins
geboren in 1951

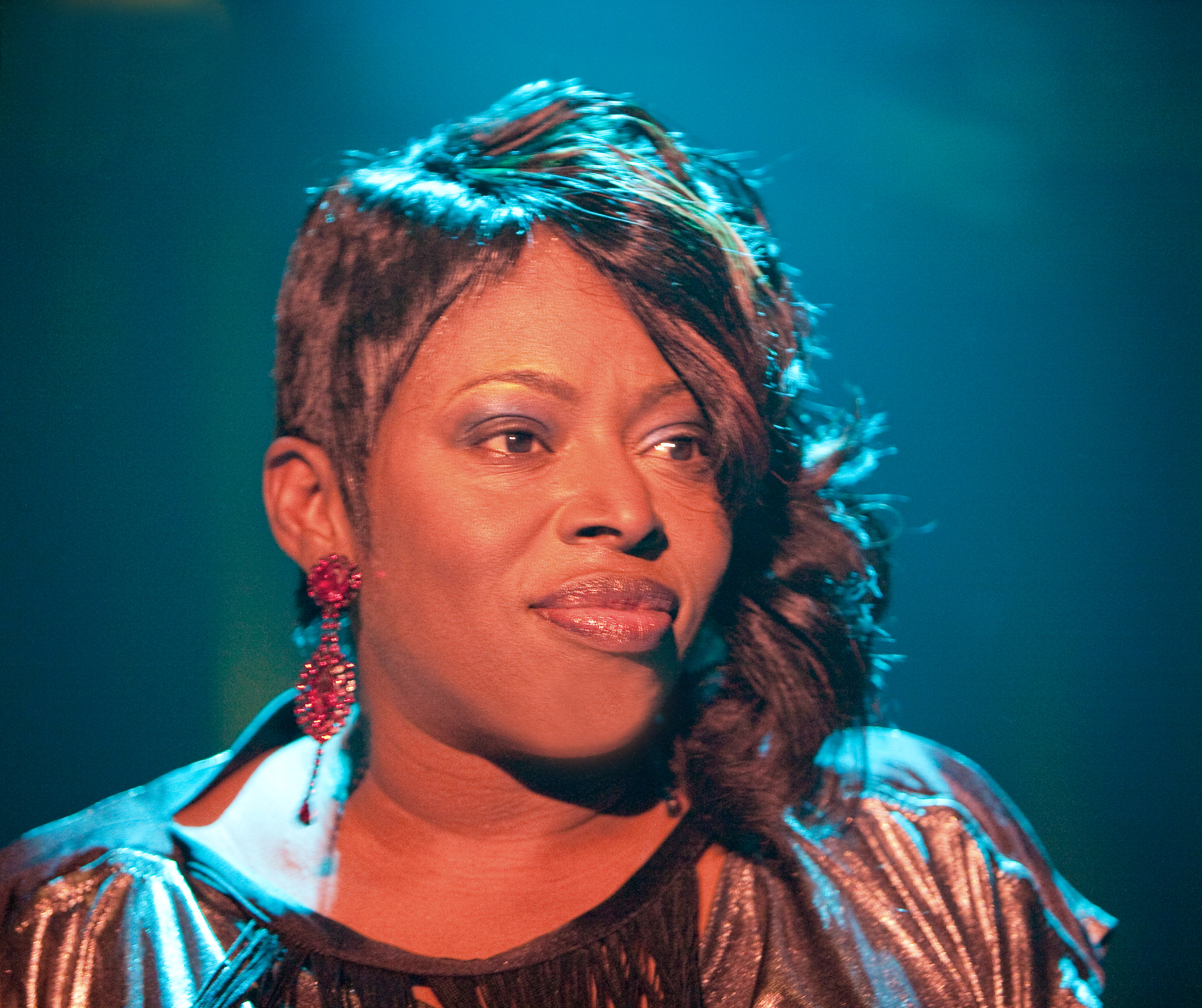
Angie Stone
geboren in 1961

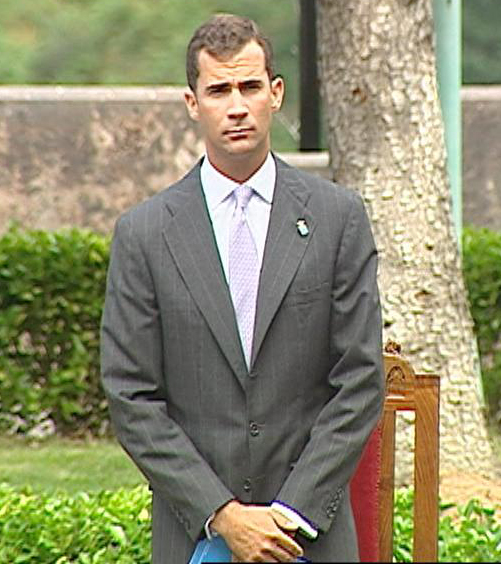
Felipe de Borbón
geboren in 1968

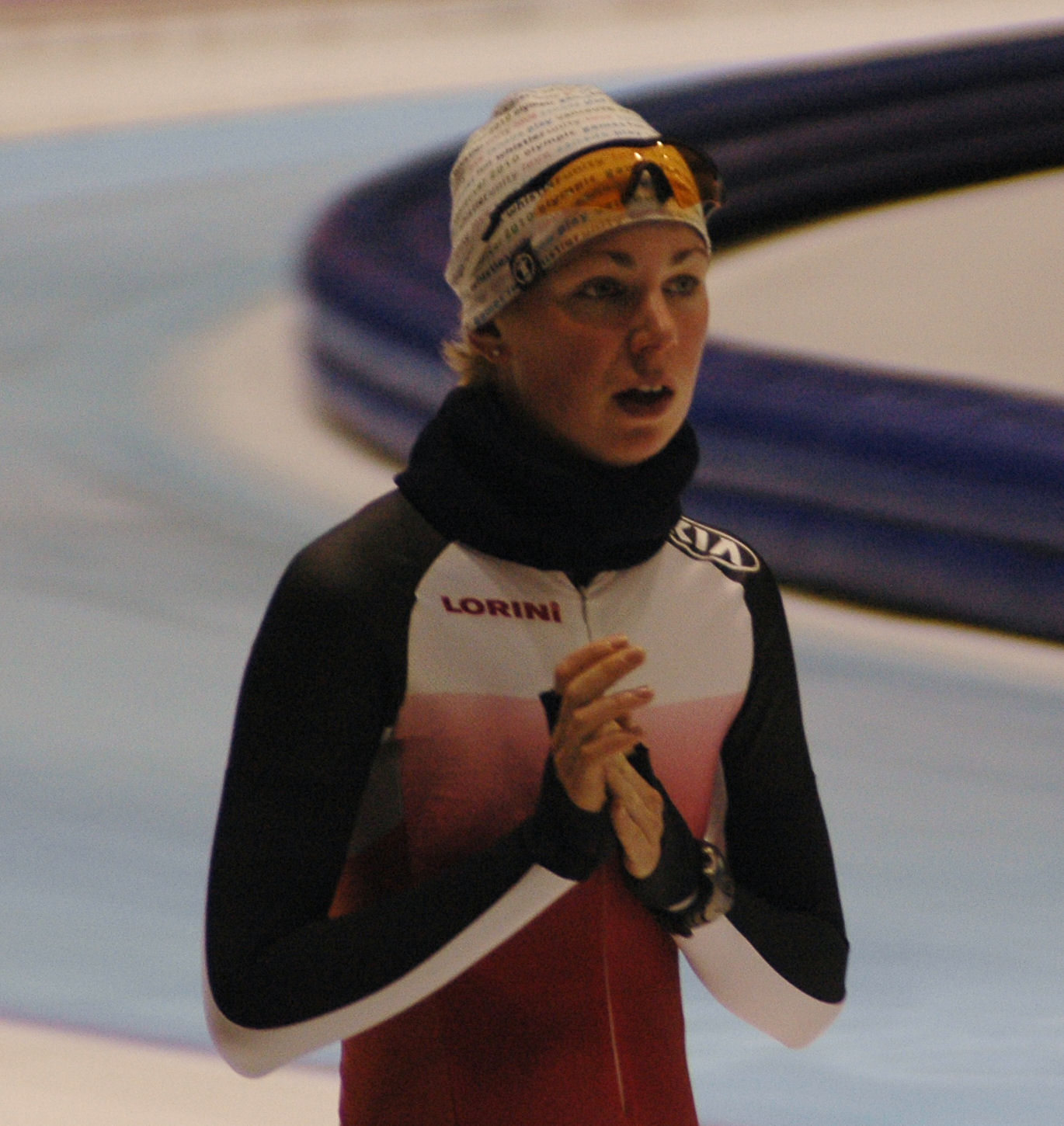
Anna Rokita
geboren in 1986

- 59/58 v.Chr. - Livia Drusilla II, vrouw van keizer Augustus (overleden 29)
- 133- Didius Julianus, keizer van het Romeinse Keizerrijk (overleden 193)
- 1563 - Franciscus Gomarus, Nederlands theoloog (overleden 1641)
- 1687 - Balthasar Neumann, Duits architect (overleden 1753)
- 1697 - Johann Joachim Quantz, Duits componist (overleden 1773)
- 1769 - André-Jacques Garnerin, Frans luchtvaartpionier (overleden 1823)
- 1780 - Israel Pickens, Amerikaans politicus (overleden 1827)
- 1781 - Adelbert von Chamisso, Duits schrijver, zoöloog, botanicus en ontdekkingsreiziger (overleden 1838)
- 1796 - Mathieu Leclercq, Belgisch politicus en rechter (overleden 1889)
- 1817 - Anthony Winkler Prins, Nederlands encyclopedist, dichter en dominee (overleden 1908)
- 1845 - Bernard Blommers, Nederlands schilder en etser (overleden 1914)
- 1875 - Bernard van Beek, Nederlands kunstschilder (overleden 1941)
- 1882 - Franklin Delano Roosevelt, 32ste president van de Verenigde Staten (overleden 1945)
- 1885 - Iuliu Hossu, Roemeens kardinaal-bisschop van Cluj-Gherla (overleden 1970)
- 1889 - Antonio Caggiano, Argentijns kardinaal-aartsbisschop van Buenos Aires (overleden 1979)
- 1889 - Alfons Geleyns, Belgisch militair (overleden 1914)
- 1894 - Boris III van Bulgarije, Bulgaars monarch (overleden 1943)
- 1897 - Herman van den Bergh, Nederlands journalist en dichter (overleden 1967)
- 1897 - Piet Elling, Nederlands architect (overleden 1968)
- 1902 - Gianbattista Guidotti, Italiaans autocoureur (overleden 1994)
- 1903 - G. Evelyn Hutchinson, Brits-Amerikaans zoöloog en ecoloog (overleden 1991)
- 1905 - Božo Vodušek, Sloveens dichter, schrijver en vertaler (overleden 1978)
- 1908 - Gerrit Toornvliet, Nederlands predikant en schrijver (overleden 1981)
- 1911 - Berten Fermont, Belgisch dienstweigeraar (overleden 1933)
- 1912 - Herivelto Martins, Braziliaans componist, zanger, gitarist en acteur (overleden 1992)
- 1912 - Barbara Tuchman, Amerikaans historica (overleden 1989)
- 1915 - Joachim Peiper, Duits officier (overleden 1976)
- 1915 - John Profumo, Brits politicus (overleden 2006)
- 1917 - Paul Frère, Belgisch autocoureur (overleden 2008)
- 1917 - Jan Verroken, Belgisch politicus en burgemeester (overleden 2020)
- 1920 - Michael Anderson, Engels filmregisseur (overleden 2018)
- 1920 - Delbert Mann, Amerikaans regisseur (overleden 2007)
- 1921 - Telmo Zarraonaindía, Spaans voetballer (overleden 2006)
- 1924 - Lloyd Alexander, Amerikaans (kinderboeken)schrijver (overleden 2007)
- 1924 - Dorothy Malone, Amerikaans actrice (overleden 2018)
- 1925 - Douglas Engelbart, Amerikaans uitvinder van de computermuis (overleden 2013)
- 1926 - Ruth Brown, Amerikaans actrice (overleden 2006)
- 1927 - Jef Nys, Belgisch striptekenaar (overleden 2009)
- 1927 - Olof Palme, premier van Zweden (overleden 1986)
- 1929 - Isamu Akasaki, Japans natuurkundige en Nobelprijswinnaar (overleden 2021)
- 1929 - Jacqueline van Maarsen, Nederlands schrijfster (overleden 2025)
- 1929 - Sef Pijpers sr., Nederlands dirigent, muziekpedagoog en hoornist (overleden 2023)
- 1930 - Gene Hackman, Amerikaans acteur (overleden 2025)
- 1930 - Alfred Herrhausen, Duits bankier (overleden 1989)
- 1930 - Evert Teunissen, Nederlands voetbaltrainer (overleden 2025)
- 1931 - Shirley Hazzard, Australisch schrijfster (overleden 2016)
- 1934 - Giovanni Battista Re, Italiaans kardinaal
- 1935 - Dorothy Provine, Amerikaans actrice (overleden 2010)
- 1936 - Can Bartu, Turks voetballer en basketballer (overleden 2019)
- 1936 - Dries Holten, Nederlands zanger (Andres) en tekstschrijver (overleden 2020)
- 1936 - Eric Lambert, Belgisch voetballer (overleden 2020)
- 1937 - Bruce Johnstone, Zuid-Afrikaans autocoureur (overleden 2022)
- 1937 - Vanessa Redgrave, Brits actrice
- 1937 - Boris Spasski, Russisch schaker (overleden 2025)
- 1938 - Marlies van Alcmaer, Nederlands actrice
- 1938 - Awilda Carbia, Puerto Ricaans actrice (overleden 2009)
- 1938 - Marcel van Dam, Nederlands politicus en columnist
- 1938 - Islom Karimov, Oezbeeks president-dictator (overleden 2016)
- 1939 - Gilberto Rodríguez Orejuela, Colombiaans drugscrimineel (overleden 2022)
- 1939 - Norma Tanega, Amerikaans singer-songwriter (overleden 2019)
- 1941 - Dick Cheney, Amerikaans vicepresident
- 1942 - Arie van der Veer, Nederlands predikant (overleden 2024)
- 1943 - Jos Staatsen, Nederlands politicus, ambtenaar en topman (overleden 2006)
- 1944 - Jerzy Góral, Pools politicus (overleden 2009)
- 1945 - Maria Elisa Anson-Roa, Filipijns actrice
- 1946 - Eddy Van den Bleeken, Belgisch atleet
- 1947 - Willy Cruz, Filipijns songwriter (overleden 2017)
- 1949 - Peter Agre, Amerikaans bioloog
- 1949 - Francisco Jesuíno Avanzi (Chicão), Braziliaans voetballer (overleden 2008)
- 1950 - Ingo Emmerich, Duits motorcoureur
- 1950 - Jack Newton, Australisch golfer (overleden 2022)
- 1951 - Phil Collins, Brits zanger en drummer
- 1953 - Tijs Goldschmidt, Nederlands schrijver
- 1954 - Willy Geurts, Belgisch voetballer
- 1954 - Jon Hermans, Nederlands politica
- 1954 - Alides Hidding, Nederlands zanger
- 1954 - Isa Saharkhiz, Iraans journalist
- 1956 - Hugo Matthysen, Belgisch zanger en acteur
- 1956 - Hipólito Ramos, Cubaans bokser
- 1957 - Ingrid De Putter, Belgisch journaliste (overleden 2023)
- 1957 - Payne Stewart, Amerikaans golfer (overleden 1999)
- 1959 - Cosimo Bolognino, Italiaans voetbalscheidsrechter
- 1959 - Davide Tardozzi, Italiaans motorcoureur
- 1960 - Patrick Deneut, Belgisch wielrenner
- 1960 - Bernard Dewulf, Belgisch dichter, columnist, journalist en kunstkenner (overleden 2021)
- 1963 - Kees Vendrik, Nederlands politicus (GroenLinks)
- 1968 - Eddy Bouwmans, Nederlands wielrenner
- 1968 - Felipe VI, koning van Spanje
- 1969 - Hendrik Jan Davids, Nederlands tennisser
- 1969 - Aleksej Drejev, Russisch schaker
- 1970 - Yves Vanderhaeghe, Belgisch voetballer
- 1970 - Hans Vonk, Zuid-Afrikaans-Nederlands voetbaldoelman
- 1970 - Edwin de Kruyff, Nederlands voetballer
- 1973 - Erik Bouwman, Nederlands langebaanschaatser
- 1974 - Christian Bale, Brits acteur
- 1974 - Roger Hammond, Brits wielrenner
- 1975 - Magnus Bäckstedt, Zweeds wielrenner
- 1975 - Juninho Pernambucano, Braziliaans voetballer
- 1975 - Luigi Sartor, Italiaans voetballer
- 1975 - Martijn Spierenburg, Nederlands toetsenist
- 1976 - Annelies De Meester, Belgisch atlete
- 1976 - Lotte Verlackt, Belgisch presentatrice
- 1977 - Peter Lérant, Sloveens voetballer
- 1978 - Gregory Delwarte, Belgisch voetballer
- 1978 - Sébastien Sansoni, Frans voetballer
- 1979 - Luis Perea, Colombiaans voetballer
- 1979 - Davide Simoncelli, Italiaans alpineskiër
- 1980 - Zoerab Mentesjasjvili, Georgisch voetballer
- 1981 - Afonso Alves, Braziliaans voetballer
- 1981 - Dimitar Berbatov, Bulgaars voetballer
- 1981 - Peter Crouch, Engels voetballer
- 1981 - Natalja Pyhyda, Oekraïens atlete
- 1982 - Marloes de Boer, Nederlands voetbalster
- 1982 - Heike Hartmann, Duits langebaanschaatser
- 1982 - Hiroyuki Kimura, Japans voetbalscheidsrechter
- 1982 - Gilles Yapi Yapo, Ivoriaans voetballer
- 1983 - Geert Wellens, Belgisch veldrijder
- 1983 - Ľubomír Guldan, Slowaaks voetballer
- 1983 - Ben Maher, Brits springruiter
- 1983 - Steve Morabito, Zwitsers wielrenner
- 1983 - Slavko Vraneš, Montenegrijns basketballer
- 1984 - Amine Boukhlouf, Algerijns voetballer
- 1984 - Kid Cudi, Amerikaans hiphopartiest
- 1985 - Gisela Dulko, Argentijns tennisster
- 1985 - Jiang Tengyi, Chinees autocoureur
- 1986 - Lucas Biglia, Argentijns voetballer
- 1986 - Anna Rokita, Oostenrijks schaatsster
- 1986 - Hesdey Suart, Nederlands voetballer
- 1987 - Hamdi Bouslama, Tunesisch-Belgisch voetballer
- 1987 - Kristof Calvo, Belgisch politicus
- 1987 - Timothy Dreesen, Belgisch voetballer
- 1987 - Glynor Plet, Nederlands voetballer
- 1987 - Arda Turan, Turks voetballer
- 1988 - Keshia Baker, Amerikaans atlete
- 1988 - Sven Verdonck, Belgisch voetballer
- 1989 - Liene Fimbauere, Lets alpineskiester
- 1989 - Anne Garretsen, Nederlands voetbalster
- 1989 - Regina Koelikova, Russisch tennisster
- 1989 - Mike van der Kooy, Nederlands voetballer
- 1989 - Franck Tabanou, Frans voetballer
- 1989 - Charissa Tansomboon, Thais-Amerikaans kunstschaatsster
- 1990 - Eiza González, Mexicaans actrice en zangeres
- 1990 - Jake Thomas, Amerikaans acteur
- 1991 - Darren Maatsen, Nederlands voetballer
- 1992 - Filip Đuričić, Servisch voetballer
- 1993 - Ryan Regez, Zwitsers freestyleskiër
- 1994 - Lauren Stam, Nederlands hockeyster
- 1996 - Eero Hirvonen, Fins Noordse combinatieskiër
- 1998 - Jelle de Lange, Nederlands voetballer
- 1999 - Viveca Lindfors, Fins kunstschaatsster
- 1999 - Andrea Norheim, Noors voetbalster
- 2002 - Isa Gomez, Nederlands voetbalster
- 2004 - Artem Shmidt, Amerikaans wielrenner
- 2005 - Emilía Kiær Ásgeirsdóttir, IJslands voetbalster
- 2007 - Sydney Schertenleib, Zwitsers voetbalster

## Overleden

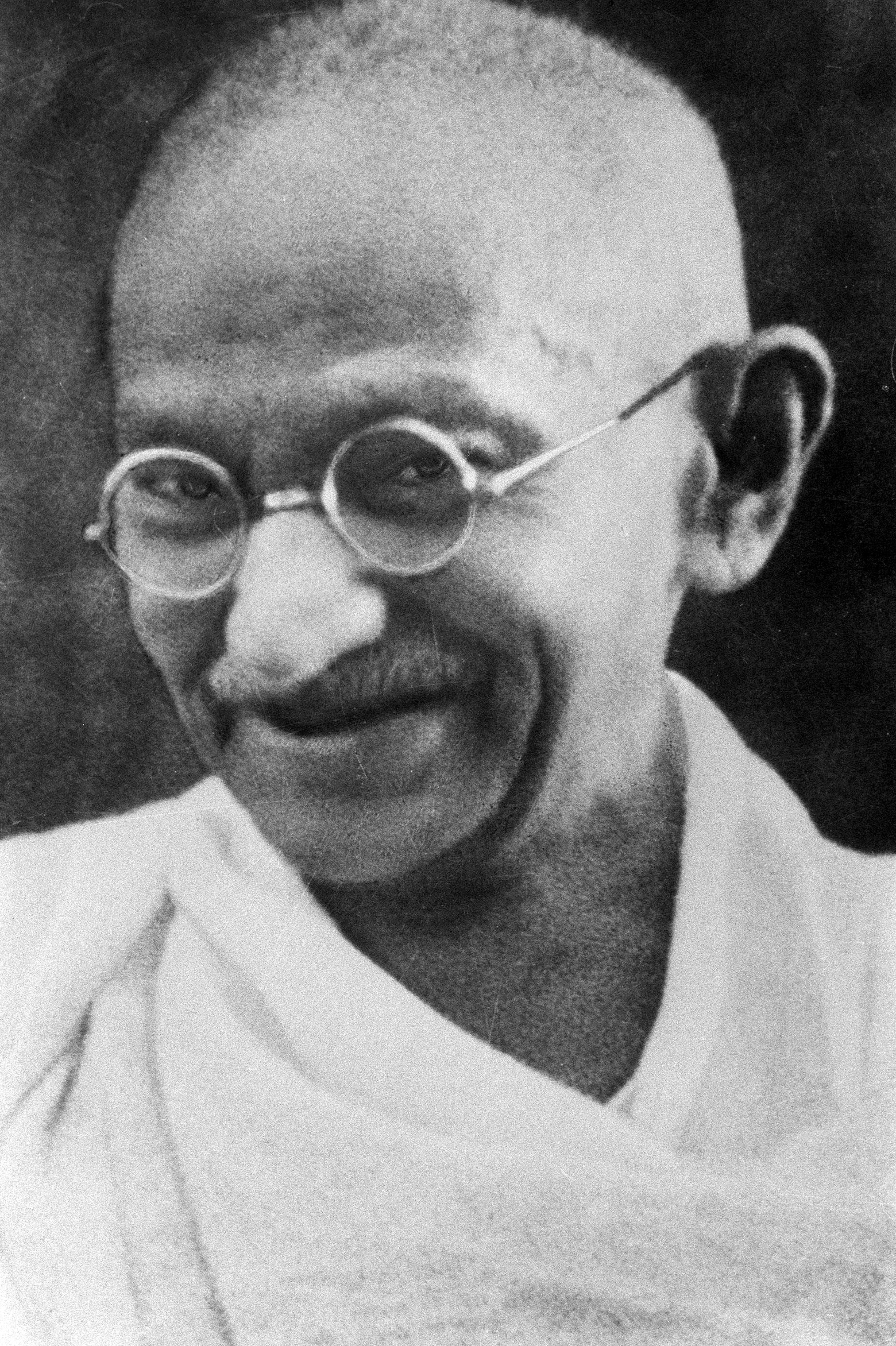
Mohandas Karamchand Gandhi
overleden in 1948

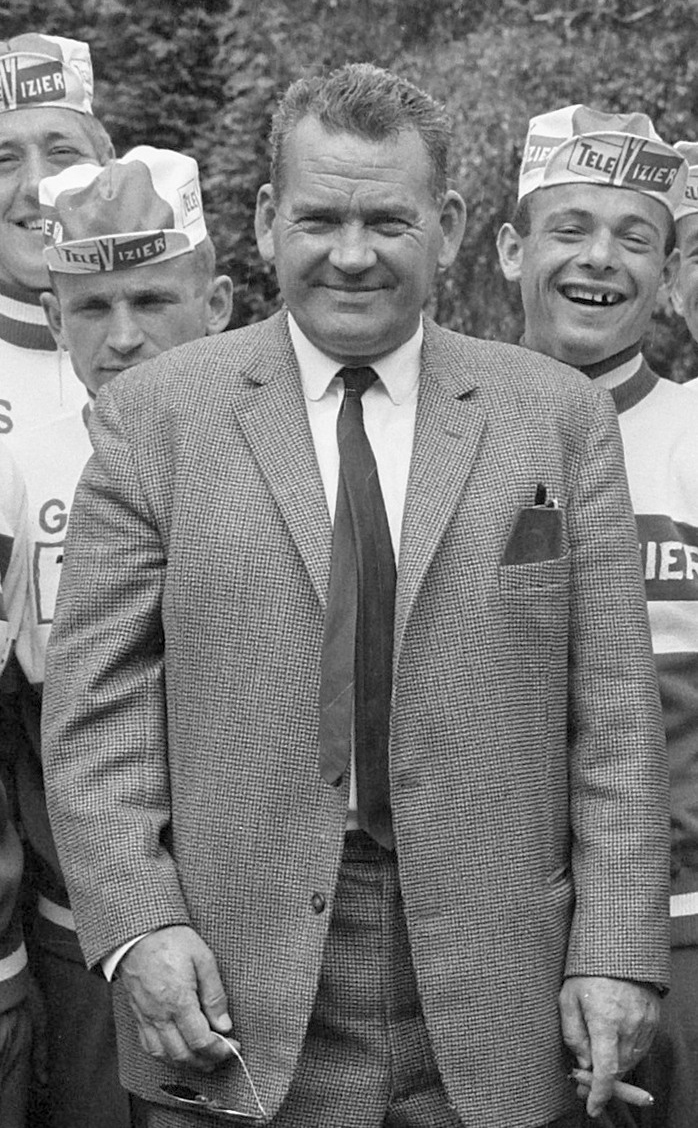
Kees Pellenaars
overleden in 1988

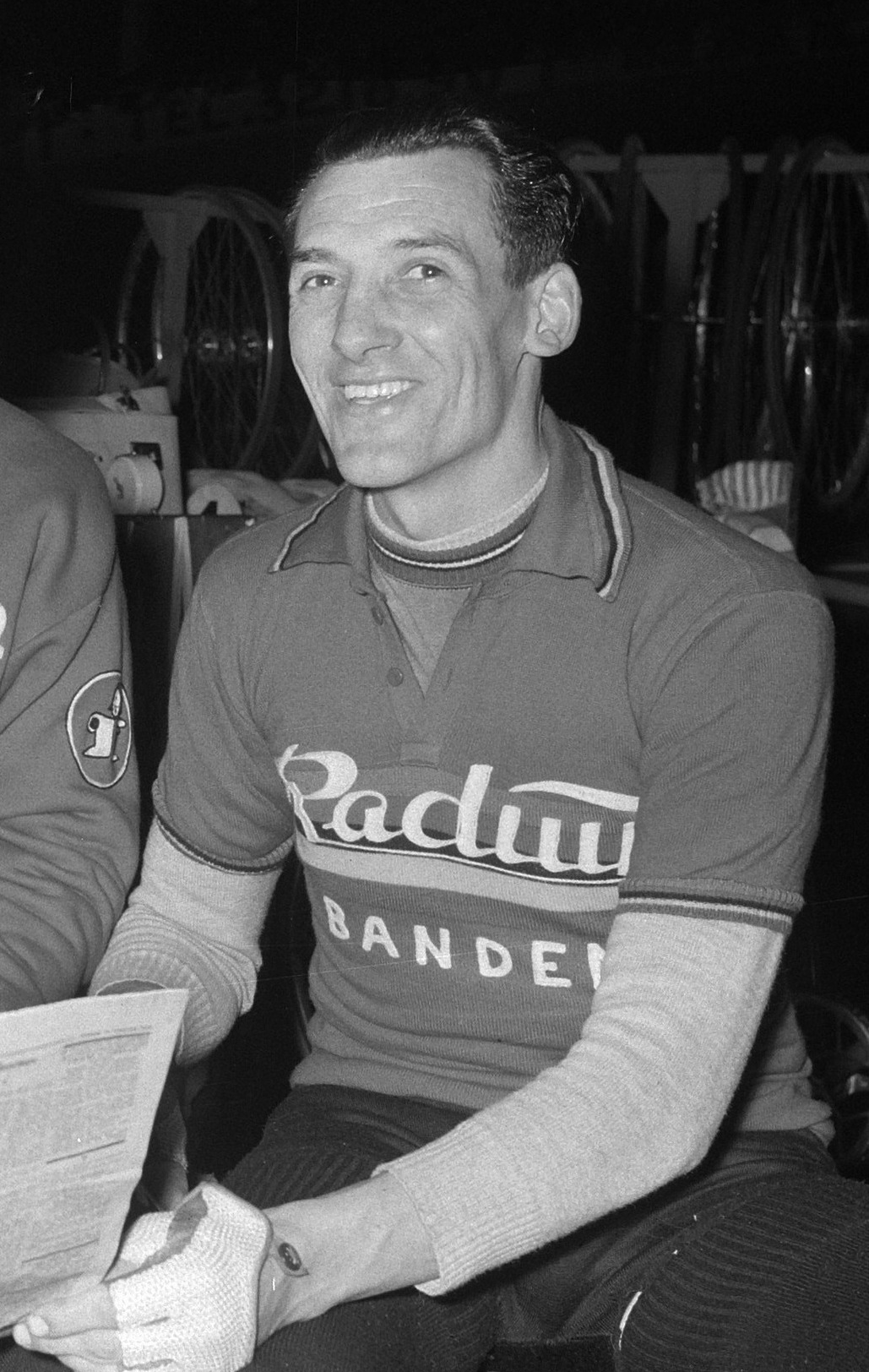
Gerrit Voorting
overleden in 2015

- 1649 - Karel I van Engeland (58), Engels koning
- 1574 - Damião de Góis (71), Portugees diplomaat, kunstverzamelaar en humanistisch auteur
- 1816 - Reinier Vinkeles (75), Nederlands tekenaar en graveur
- 1836 - Betsy Ross (84), naaister van de Amerikaanse vlag
- 1838 - Hijbo Everdes de Boer (61), Nederlands militair
- 1844 - Angelus Benedictus Xaverius Angillis (67), Nederlands-Belgisch politicus
- 1881 - Jacques-Nicolas Lemmens (58), Belgisch componist en organist
- 1889 - Rudolf van Oostenrijk (30), kroonprins van Oostenrijk-Hongarije
- 1889 - Marie von Vetsera (17), Oostenrijks maîtresse van kroonprins Rudolf
- 1900 - Henricus Hamilton (78), Belgisch politicus
- 1915 - Klaas de Vrieze (78), Nederlands onderwijzer, voorvechter van het gebruik van kunstmest
- 1942 - Frederick Haultain (84), Canadees politicus
- 1945 - Jur Haak (53), Nederlands voetballer en atleet
- 1945 - Jan Kloos (25), Nederlands verzetsstrijder
- 1948 - Mahatma Gandhi (78), Indiaas politicus
- 1948 - Orville Wright (76), Amerikaans luchtvaartpionier
- 1951 - Ferdinand Porsche (75), Oostenrijks automobiel-pionier
- 1956 - Charles Taylor (87), Amerikaans uitvinder en luchtvaartpionier
- 1958 - Ernst Heinkel (70), Duits vliegtuigbouwer
- 1963 - Francis Poulenc (64), Frans componist
- 1969 - Dominique Pire (58), Belgisch dominicaans pater
- 1975 - Charles McIlvaine (71), Amerikaans roeier
- 1982 - Lou Manche (73), Nederlands kunstenaar
- 1983 - Mack Reynolds (65), Amerikaans schrijver
- 1986 - Federico Ezquerra (77), Spaans wielrenner
- 1986 - Ivan Papanin (91), Russisch poolonderzoeker
- 1986 - Gusztáv Sebes (79), Hongaars voetballer en voetbaltrainer
- 1988 - Kees Pellenaars (74), Nederlands wielrenner en ploegleider
- 1991 - John Bardeen (82), Amerikaans natuurkundige en tweevoudig Nobelprijswinnaar
- 1991 - Josine Meyer (94), Nederlands essayiste en astrologe
- 1994 - Finn Arnestad (78), Noors componist
- 1994 - Jan Schaefer (53), Nederlands politicus
- 1995 - Gerald Durrell (70), Brits zoöloog en schrijver
- 1999 - Dolf van der Linden (83), Nederlands dirigent van het Metropole Orkest
- 2001 - Clotaire Cornet (94), Belgisch politicus
- 2001 - Andries Querido (88), Nederlands geneeskundige
- 2005 - Maurice Desimpelaere (84), Belgisch wielrenner
- 2006 - Coretta Scott King (78), Amerikaans activiste, weduwe van dominee Martin Luther King
- 2006 - Frans Wanders (87), Nederlands zanger en bassist
- 2008 - Johannes Eekels (90), Nederlands industrieel ontwerper
- 2008 - Lolle van Houten (63), Nederlands bokser
- 2008 - Marcial Maciel (87), Mexicaans geestelijke
- 2008 - Frits Terwindt (93), Nederlands politicus
- 2009 - Lino Aldani (82), Italiaans sciencefictionschrijver
- 2009 - Hans Beck (79), Duits uitvinder van Playmobil
- 2009 - Mike Francis (47), Italiaans singer-songwriter
- 2009 - Ingemar Johansson (76), Zweeds bokser
- 2009 - Sune Jonsson (78), Zweeds fotograaf en schrijver
- 2009 - Willem de Looper (76), Nederlands-Amerikaans kunstschilder
- 2009 - José de Almeida Batista Pereira (91), Braziliaans bisschop
- 2010 - Tan Eng Yoon (82), Singaporees atleet
- 2011 - John Barry (77), Engels componist
- 2012 - Doeschka Meijsing (64), Nederlands schrijfster
- 2013 - Patty Andrews (94), Amerikaans zangeres
- 2013 - Gemba Fujita (76), Japans componist, muziekpedagoog en dirigent
- 2013 - Roger Raveel (91), Belgisch schilder
- 2015 - Don Covay (76), Amerikaans zanger
- 2015 - Geraldine McEwan (82), Brits actrice
- 2015 - Gerrit Voorting (92), Nederlands wielrenner
- 2015 - Zjeljoe Zjelev (79), Bulgaars president
- 2018 - Mark Salling (35), Amerikaans zanger en acteur
- 2018 - Terry Van Ginderen (86), Belgisch presentatrice en zakenvrouw
- 2018 - Azeglio Vicini (83), Italiaans voetballer en -bondscoach
- 2018 - Louis Zorich (93), Amerikaans acteur
- 2020 - John Andretti (56), Amerikaans autocoureur
- 2020 - Miguel Arroyo (53), Mexicaans wielrenner
- 2020 - Lucien Barbarin (63), Amerikaans trombonist
- 2021 - Joop de Klerk (72), Nederlands voetballer
- 2021 - Alfreda Markowska (94), Pools overlevende van de Roma-genocide in de Tweede Wereldoorlog
- 2021 - Bert Schreuder (91), Nederlands burgemeester
- 2021 - Sophie (34), Brits muziekproducent en dj
- 2021 - Marc Wilmore (57), Amerikaans scenarioschrijver, (stem)acteur en televisieproducer
- 2022 - Frans Aerenhouts (84), Belgisch wielrenner
- 2022 - Piero Gamba (85), Italiaans orkestdirigente en pianist
- 2022 - Norma Waterson (82), Brits musicus
- 2023 - Viktor Agejev (86), Russisch waterpolospeler
- 2023 - Kees Blokker (62), Nederlands fotograaf en fotojournalist
- 2023 - Bobby Hull (84), Canadees ijshockeyspeler
- 2023 - Jesús Aguilar Padilla (70), Mexicaans politicus
- 2023 - Félix Sienra (107), Uruguayaans zeiler
- 2024 - Aziz Salih al-Numan (83), Iraaks politicus
- 2024 - Jan de Rooy (80), Nederlands rallycoureur en ondernemer
- 2024 - Orazio Schena (82), Italiaans-Belgisch voetballer
- 2025 - Richard Button (95), Amerikaans kunstschaatser
- 2025 - Andrée Dumon (102), Belgisch verzetsstrijdster
- 2025 - Marianne Faithfull (78), Brits zangeres en actrice
- 2025 - Jiří Laburda (93), Tsjechisch componist, muziekpedagoog en filosoof
- 2025 - Edcel Lagman (82), Filipijns politicus

## Viering/herdenking
- Rooms-Katholieke kalender
  - Heilige Aldegonde († 684), abdis

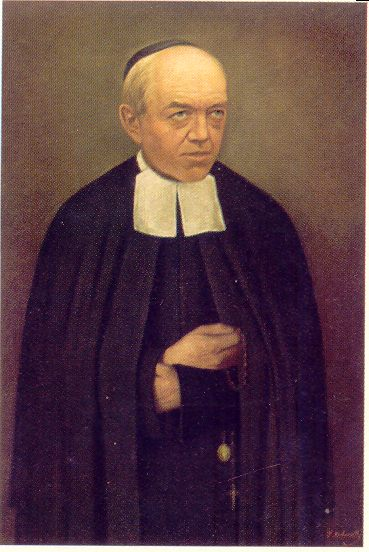
H. Mutien-Marie Wiaux

  - Heilige Mutien-Marie Wiaux († 1917), broeder - Vrije gedachtenis (in België)
  - Heilige Savina (van Milaan) († 311), martelares
  - Heilige Hyacinth (Maricotti) († 1640)
  - Heilige Hippoliet, martelaar
  - Heilige Martina (van Rome) († 228), martelares
  - Heilige Bathildis (van Chelles) († 680), kloosterzuster
  - Zalige Alanus van Rijsel († 1202)

## Weerextremen

### Nederland
| | Officiële records            | Officiële records | Officiële records |      | Landelijke records | Landelijke records | Landelijke records |
| Gebeurtenis | Jaar                         | Extreem           | Locatie           | Jaar | Extreem            | Locatie            |                    |
| --- | ---------------------------- | ----------------- | ----------------- | ---- | ------------------ | ------------------ | ------------------ |
| Laagste etmaalgemiddelde temperatuur (°C) | 1947                         | −8,3              | De Bilt           |      | 1972               | −9,8               | Leeuwarden         |
| Hoogste etmaalgemiddelde temperatuur (°C) | 2002                         | 10,5              | De Bilt           |      | 2013               | 11,3               | Ell                |
| Laagste minimumtemperatuur (°C) | 1947                         | −12,3             | De Bilt           |      | 1972               | −15,5              | Leeuwarden         |
| Hoogste minimumtemperatuur (°C) | 1966                         | 8,1               | De Bilt           |      | 1966 2002          | 9,5                | Maastricht Heino   |
| Laagste maximumtemperatuur (°C) | 1972                         | −5,3              | De Bilt           |      | 1941               | −7,1               | Eelde              |
| Hoogste maximumtemperatuur (°C) | 2013                         | 13,0              | De Bilt           |      | 2013               | 13,9               | Eindhoven          |
| Hoogste uurgemiddelde windsnelheid (m/s) | 1946                         | 17,0              | De Bilt           |      | 1983               | 23,1               | Cadzand            |
| Hoogste windstoot (m/s) | 1956, 1983, 2000, 2013, 2016 | 18,0              | De Bilt           |      | 1983               | 31,9               | Cadzand            |
| Langste zonneschijnduur (uur) | 1987                         | 8,1               | De Bilt           |      | 1987               | 8,4                | Rotterdam          |
| Langste neerslagduur (uur) | 1960                         | 23,4              | De Bilt           |      | 1960               | 23,4               | De Bilt            |
| Hoogste etmaalsom van de neerslag (mm) | 1961                         | 20,6              | De Bilt           |      | 2016               | 23,0               | Volkel             |
| Laagste etmaalgemiddelde relatieve vochtigheid (%) | 1911                         | 59                | De Bilt           |      | 1987               | 55                 | Gilze-Rijen        |
| Laagste uurwaarde luchtdruk op zeeniveau (hPa) | 2015                         | 972,6             | De Bilt           |      | 2015               | 970,9              | Twenthe            |
| Hoogste uurwaarde luchtdruk op zeeniveau (hPa) | 1989                         | 1043,6            | De Bilt           |      | 1989               | 1045,1             | Maastricht         |
| Officiële records worden altijd gemeten op het KNMI-weerstation in De Bilt. Landelijke records kunnen worden gemeten op elk officieel KNMI-weerstation in Nederland. |                              |                   |                   |      |                    |                    |                    |

Uitzonderlijke gebeurtenissen
- 1919 - Officieel laagste maximumtemperatuur in °C van het jaar gemeten in De Bilt: −4,8. Samen met 2 en 3 februari
- 1960 - Officieel maandrecord langste neerslagduur in uren van januari gemeten in De Bilt: 23,4
- 1976 - Officieel laagste minimumtemperatuur in °C van het jaar gemeten in De Bilt: −10,6
- 2023 - Landelijk langste zonneschijnduur in uren van januari dit jaar gemeten in Vlissingen en Wilhelminadorp: 8,0

### België
Dagrecords
- 1888 - Laagste etmaalgemiddelde temperatuur −9,4 °C
- 1884 - Hoogste etmaalgemiddelde temperatuur 10,8 °C
- 1895 - Laagste minimumtemperatuur −14,5 °C
- 2002 - Hoogste maximumtemperatuur 13,6 °C
- 1961 - Hoogste etmaalsom van de neerslag 19,8 mm

Uitzonderlijke gebeurtenissen
- 1956 - Tussen 30 januari (maximum 9,1 °C) en 1 februari (minimum −16,0 °C) temperatuurdaling: 25,1 °C.
- 1961 - Algemene overstromingen vooral in de valleien van de Samber en de Maas.
- 1983 - Tornado veroorzaakt schade in de streek van Attert, nabij Martelange.

<< · 1 · 2 · 3 · 4 · 5 · 6 · 7 · 8 · 9 · 10 · 11 · 12 · 13 · 14 · 15 · 16 · 17 · 18 · 19 · 20 · 21 · 22 · 23 · 24 · 25 · 26 · 27 · 28 · 29 · 30 · 31 · >>